# ريتشارد أوكونور (سياسي)
ريتشارد أوكونور (بالإنجليزية: Richard O'Connor)‏ هو قاضي وسياسي أسترالي، ولد في 4 أغسطس 1851 في أستراليا، وتوفي في 18 نوفمبر 1912 في أستراليا بسبب فقر الدم الخبيث. حزبياً، نشط في Protectionist Party ‏. وقد انتخب عضو المجلس التشريعي نيو ساوث ويلز وانتخب عضو مجلس الشيوخ الأسترالي ‏ عن دائرة نيوساوث ويلز ‏ (29 مارس 1901 – 27 سبتمبر 1903).